# Marcel Ciampi
Pour les articles homonymes, voir Ciampi.
Marcel Ciampi (Paris, 29 mai 1891 – Paris, 27 août 1980) est un pianiste et professeur français.

## Carrière
Marcel Ciampi étudie le piano au Conservatoire de Paris avec Louis Diémer où il obtient son premier prix en 1909. Il se perfectionne avec Marie Perez de Brambilla (une ancienne élève de Clara Schumann et d'Anton Rubinstein). Il fut aussi un élève et collaborateur de Claude Debussy.
Il fait de nombreuses tournées en soliste ou en accompagnant Pablo Casals, Enesco et Jacques Thibaud. De 1941 à 1961, il enseigne le piano au Conservatoire et forme toute une génération de pianistes tels Yvonne Loriod, Cécile Ousset, Marcel Gazelle, Éric Heidsieck, Albert Attenelle, Jeremy Menuhin et Jean-Paul Sevilla,.
Georges Enesco lui dédie sa Sonate pour piano no 3, que Marcel Ciampi crée en 1938.
En 1920, il se marie avec Yvonne Astruc (1889–1980), violoniste, « l’une des figures marquantes de la pédagogie française » qui eut notamment pour élève Yehudi Menuhin. Marcel Ciampi mourra quelques semaines après elle.

## Discographie
- Marcel Ciampi : intégrale des 78t en solo (Columbia/EMI) : Chopin, Liszt, Debussy (juin 1928/décembre 1931, Marston) (OCLC 696615438)
- Franck, Quintette avec piano - avec le Quatuor Capet (1928, EMI/Columbia D 15102-6 / CD Biddulph Recordings LAB1334 / Opus Kura) (OCLC 39301646 et 780249463)
- Mozart, Sonate no 11 en la majeur, K. 331 (Pathé) (OCLC 761762274) Extraits sur Gallica